# Бухтиярово Второе
Бухтиярово Второе — деревня в Колпнянском районе Орловской области. Входит в состав Ярищенского сельского поселения. Население — 77 чел. (2010).

## География
Бухтиярово Второе находится в юго-восточной части области на Среднерусской возвышенности.

## Население
| 2002 | 2010 |
| ---- | ---- |
| 108  | ↘77  |

Национальный состав
Согласно результатам переписи 2002 года, в национальной структуре населения русские составляли  100 % от общей численности населения

## Инфраструктура
Личное подсобное хозяйство.

## Транспорт
Просёлочные дороги. 